# Sivakkajärvi (sjö i Lappland, lat 66,80, long 24,42)
Sivakkajärvi är en sjö i Finland. Den ligger i kommunen Pello i landskapet Lappland, i den norra delen av landet, 700 km norr om huvudstaden Helsingfors. Sivakkajärvi ligger 113,1 meter över havet. Arean är 48,5 hektar och strandlinjen är 6,31 kilometer lång. Sjön  ingår i Torne älvs huvudavrinningsområde. 